# Eloquent
Eloquent (* im Iran, eigentlich Nima Azodifar) ist ein deutscher Rapper aus Wiesbaden mit iranischen Wurzeln. Bekannt ist er vor allem für seine Veröffentlichungen auf dem Mainzer Musiklabel Sichtexot und die Zusammenarbeit mit Wun Two, Hulk Hodn, Suff Daddy und Twit One.

## Biografie
Eloquent ist ein deutscher Rapper aus Wiesbaden, der seit 2007 mit seinem Debüt Traumhaft und zahlreichen Eigenproduktionen vor allem für seinen textaffinen Stil sowie die bewusste Veröffentlichung von Alben auf Vinyl bekannt ist. Als Sohn politischer Flüchtlinge aus dem Iran, der seit seiner Kindheit in Deutschland lebt, verarbeitet er in seinen Texten persönliche wie gesellschaftliche Herausforderungen, ohne dabei explizit politischen Rap zu betreiben.
Neben Soloalben realisierte er erfolgreiche Kollaborationen – etwa das Projekt „Mit Kanonen Auf Spatzen Schießen“ mit Hulk Hodn, was seinen konstant hohen künstlerischen Output unterstreicht. Mit einer kritischen Haltung gegenüber Mainstream-Trends, sowie einer künstlerischen Auseinandersetzung mit Scheitern und gesellschaftlichen Missständen hat er sich als prägender Vertreter der deutschen Underground-Hip-Hop-Szene etabliert.

## Diskografie

### Alben (Auswahl)
- 2013: Jazz Auf Gleich (Sichtexot), mit Wun Two
- 2013: Soylent Gruen (Sichtexot), mit Loki
- 2014: Skizzen in grau (Sichtexot)
- 2014: Wenn der Vorhang fehlt (Sichtexot), mit Tufu
- 2015: Absolution Vodka (Sichtexot, HHV)
- 2015: Mit Kanonen auf Spatzen schießen (Sichtexot), mit Hulk Hodn
- 2015: KEATS Vol.6.5 - Live from Channel 6 (HHV), mit Panorama
- 2016: Im Auge des Wurms (HHV), mit Superhirn
- 2016: DEMOS (Sichtexot), mit Dramadigs
- 2016: Keys to Escapism (Vinyl Digital), als Onaknwn
- 2017: Folie à deux (Sichtexot), mit Twit One
- 2017: Schön ist anders 2LP (Sichtexot, HHV)
- 2017: Swagentfremdung (HHV), mit Delicious Chrischuzz
- 2017: Niemals Weg (Sichtexot), als e26quent (mit dude26)
- 2017: Letters from Brazil (HHV), als Onaknwn
- 2018: Samo Samo (Sichtexot)
- 2019: Gebrochenes Deutsch (Eigenvertrieb), als e26quent (mit dude26)
- 2019: Volume one (Sichtexot)
- 2019: Volume Two (Sichtexot)
- 2020: JLALSD (Sichtexot), mit Knowsum
- 2020: Modus Minus (Sichtexot), als Elo & Torky (mit Torky Tork)
- 2021: Fahrstuhlmusik zum Schafott LP (Sichtexot), mit Hulk Hodn
- 2021: Im In Hier (Sichtexot), mit Sonne Ra
- 2021: Scheitern als Kunst (Mofo Airlines), als Eloquent vs. Morlockko Plus
- 2021: 5-12 19-1 01 (Sichtexot), mit MF Saje
- 2022: Yung Lost (Sichtexot)
- 2022: Auf Tour mit Dämonen (Sichtexot)
- 2022: Rap Tape 1 (Sichtexot), als elo
- 2023: Dead Man (Sichtexot), mit HTN
- 2023: Sumpf (Sichtexot), mit Swoosh Hood
- 2023: Notizen eines MF‘s (Vinyl Digital), mit Wun Two
- 2024: Songs I wrote for no one to hear when hope is gone and all is lost (Vinyl Digital)
- 2024: …for my demons to dance to (Vinyl Digital)
- 2024: III (Vinyl Digital), mit Hulk Hodn

### EPs (Auswahl)
- 2013: Skizzen In Blau (HHV), mit I.L.L. Will
- 2014: Sense of Tumor (Sichtexot), mit Warpath
- 2014: EP1, EP2-Rosen und Senfgas & EP3-Äpfel und Dirnen (HHV), mit Panorama
- 2014: Dramadigs Remix 12" (Vinyl Digital), mit Dramadigs
- 2014: Love Love (HHV), mit FloFilz
- 2015: Von Tokyo nach Isengart (Vinyl Digital), mit Lidly
- 2017: 6523 EP (HHV), mit Dj Buzz
- 2017: Hamsterrad EP (HHV)
- 2021: Ciao EP (Sichtexot), mit Hulk Hodn
- 2020: Misery Funk (Jakarta Records), mit Suff Daddy